# Friedersdorf (Mulde)

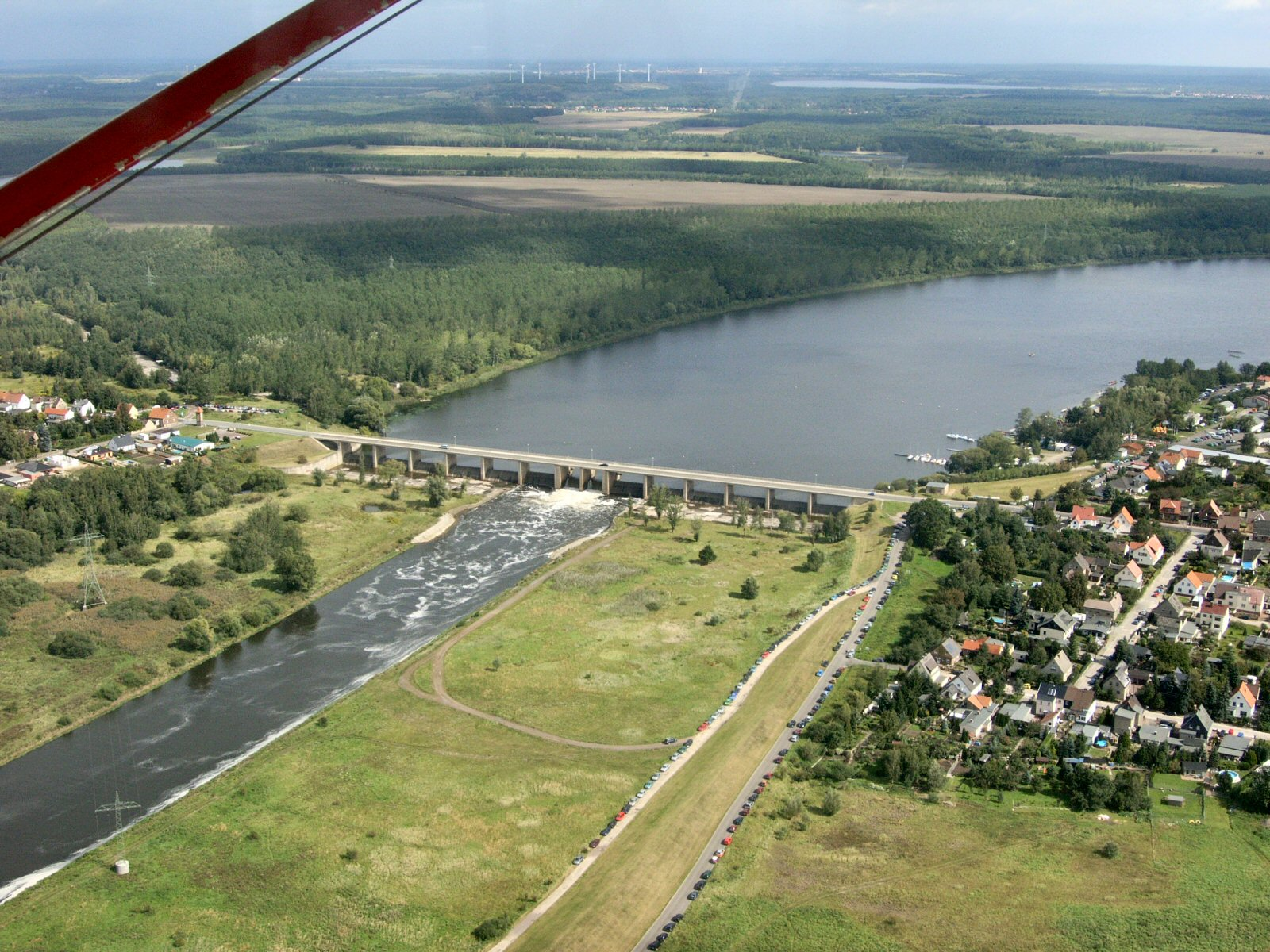
Friedersdorf und Muldestausee

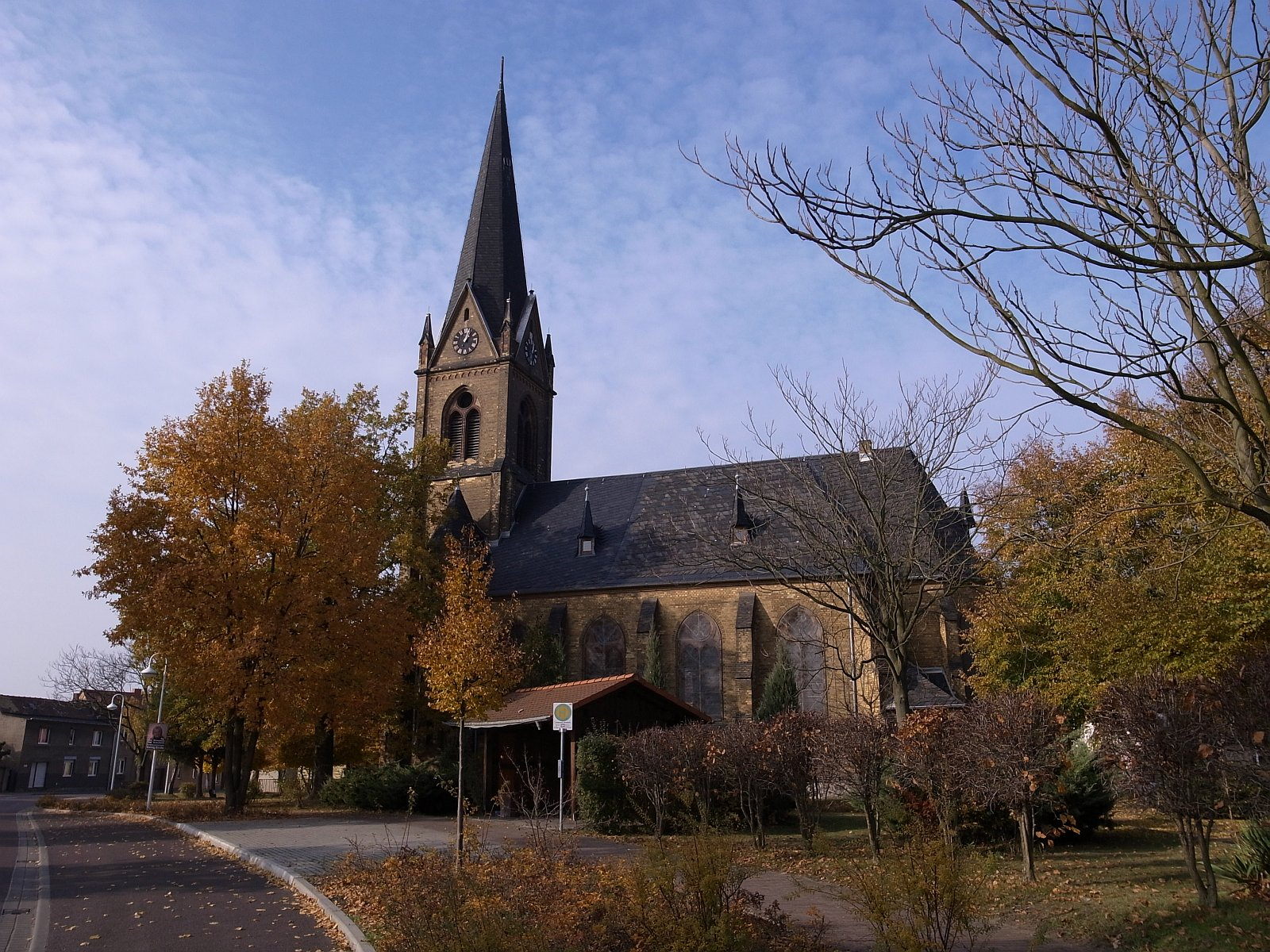
Evangelische Kirche

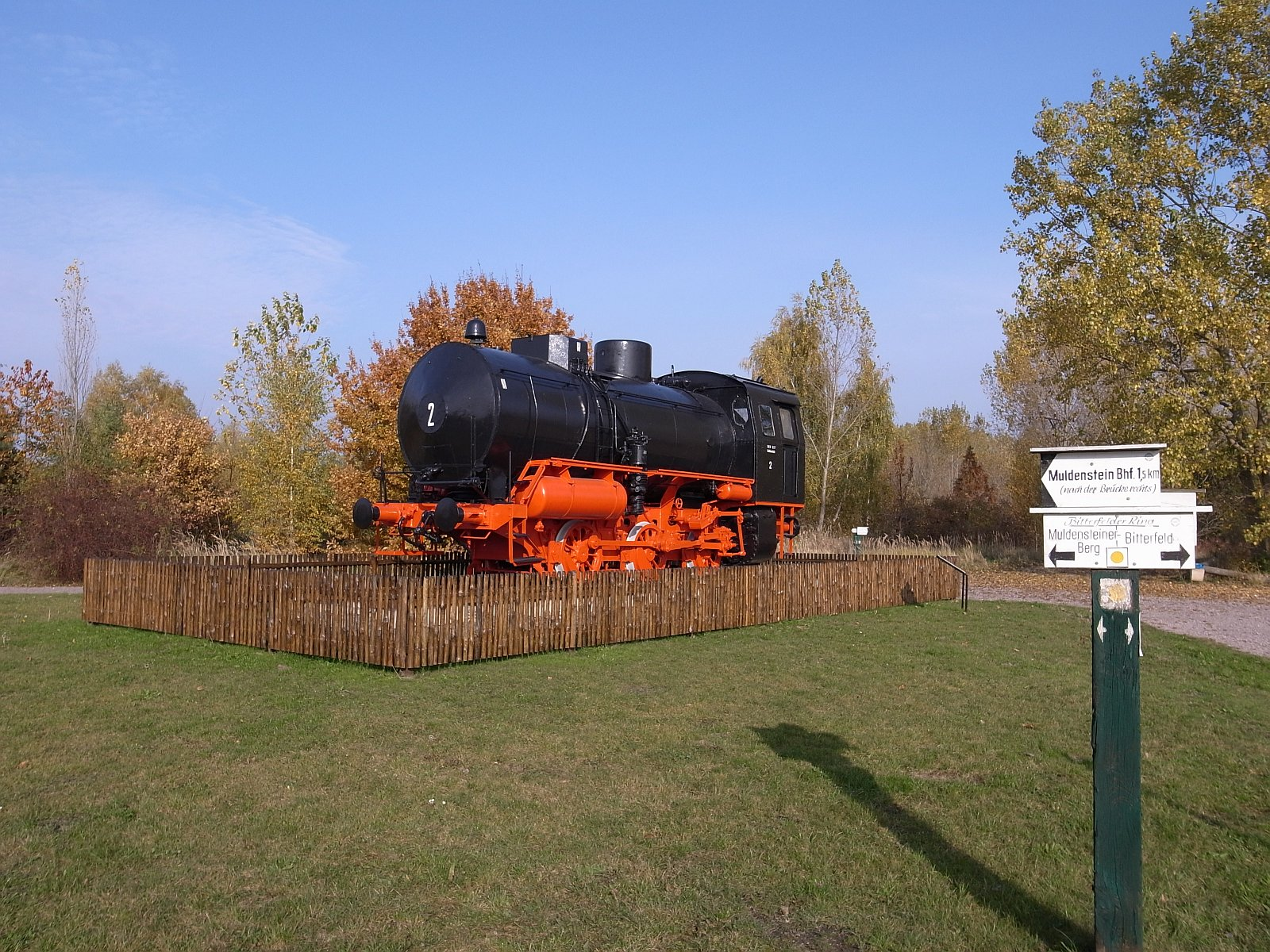
Dampfspeicherlokomotive

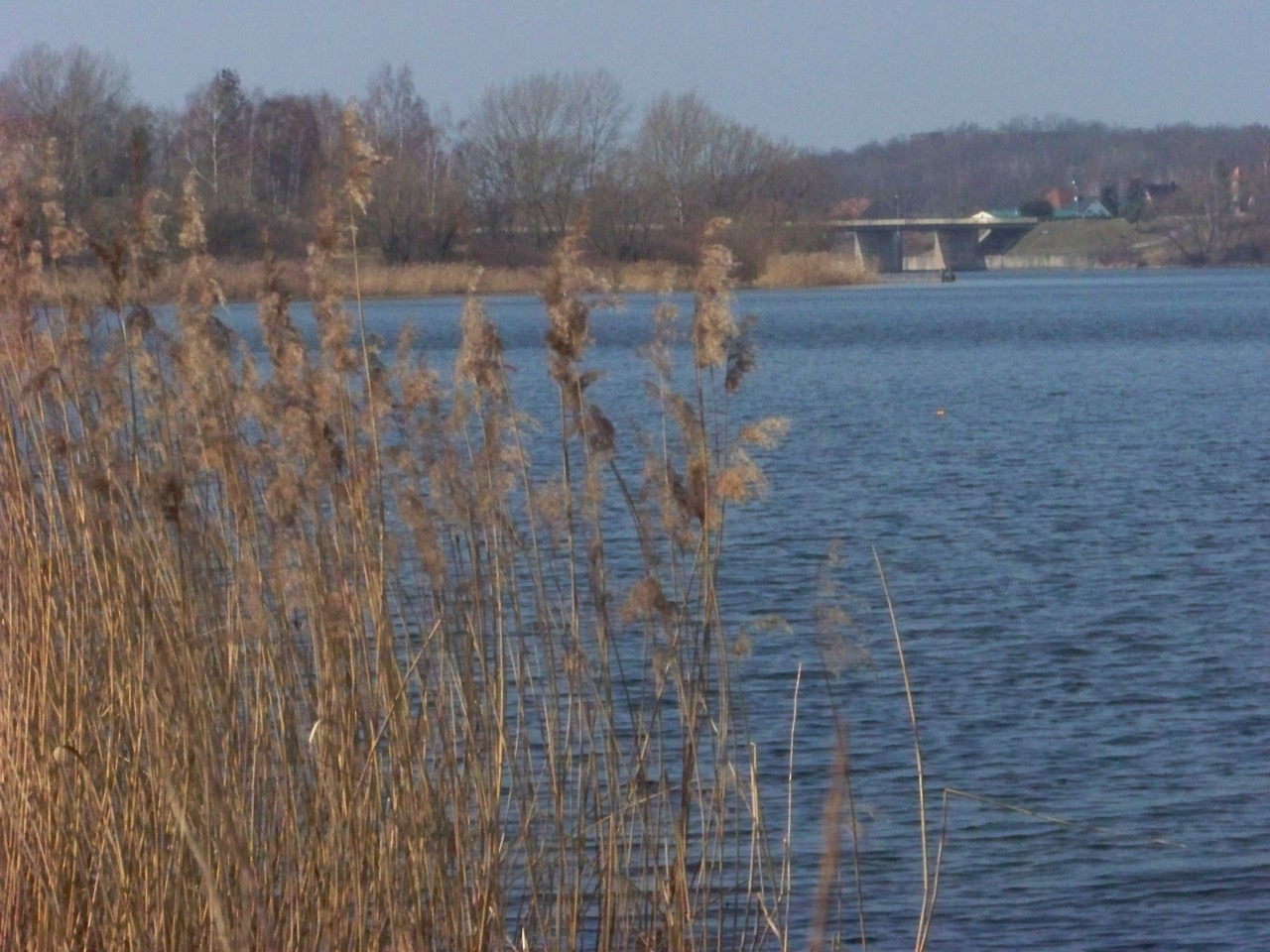
Stausee bei Friedersdorf

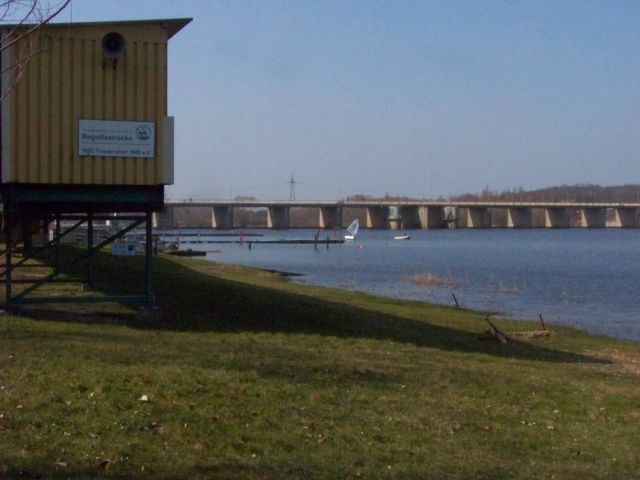
Regattastrecke bei Friedersdorf

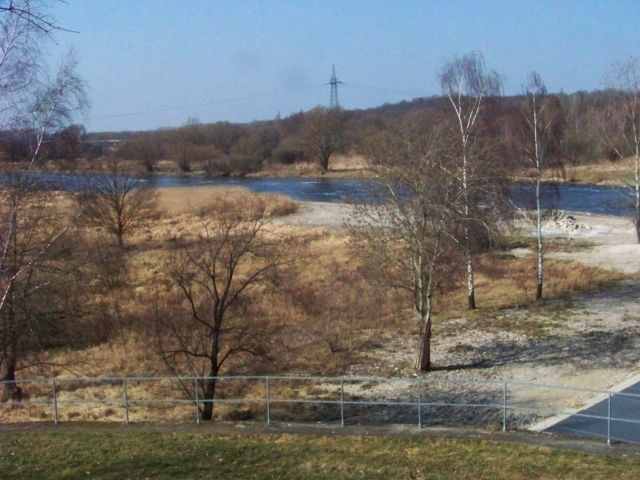
Mulde nördlich von Friedersdorf

Friedersdorf ist ein Ortsteil der Gemeinde Muldestausee im Landkreis Anhalt-Bitterfeld in Sachsen-Anhalt, Deutschland.
Die Gemarkung Friedersdorf hat eine Fläche von 439 ha und zählt ca. 1700 Einwohner. Mit dem Nachbarort Mühlbeck bildet Friedersdorf seit 1997 das erste deutsche Buchdorf.
Im 3. Landeswettbewerb 1996/1998 „Unser Dorf soll schöner werden – Unser Dorf hat Zukunft“ erzielte die Gemeinde Friedersdorf den 2. Platz.

## Geografie
Friedersdorf liegt zwischen Bitterfeld und Lutherstadt Wittenberg. Die Gemarkung grenzt im Norden an den Muldestausee und im Süden an den Bernsteinsee, der Teil der Goitzsche ist. Am Zulauf des Muldestausees beginnt der Naturpark Dübener Heide.
Der Ort (83 m ü.NHN) liegt an der B 100, ca. fünf Kilometer östlich von Bitterfeld. Die nächstgrößeren Städte sind Leipzig (40 km) im Süden sowie Halle (Saale) (35 km) im Südwesten.

## Geschichte
Am 6. Juni 1222 wurde die Friedersdorf erstmals als Fridrichestorf urkundlich erwähnt. Gegründet wurde der Ort (laut einer Veröffentlichung der Gemeinde im Internet 2009) im 12. Jahrhundert unter der Herrschaft des Grafen von Brehna – wahrscheinlich vom Grafen Friedrich I. (1156–1182). Die niederdeutschen Belege für den Ortsnamen sprechen für eine Besiedlung durch Bewohner aus Gebieten westlich der Saale und nördlich der Unstrut. Unter Umständen sind die Urfriedersdorfer auch von dort gekommen. Graf Friedrich II. schenkte 1217 den Ort wahrscheinlich dem Bistum Meißen. In der Schenkungsurkunde vom 6. Juni 1222 heißt der Ort „Friedrichestorf“, womit auch der wahrscheinliche Ursprung der Namensgebung verbunden sein wird.
1581 übernahmen die Kurfürsten von Sachsen das Territorium Friedersdorfs als Besitz, nachdem sie es vorher als Lehen innehatten. Im Meißner Bistumsartikel wurde der Ort „Freddersdorff“ genannt. Der Ort gehörte bis 1815 zum kursächsischen Amt Bitterfeld. Die Gebrüder Hermann, Heimrich und Nicol von Sittewitz (Zitzewitz) übernahmen den Ort Friedersdorf 1448 von Hans und Bernhard von Ochelitz. 1454 verlagerte die Mulde ihr Bett, der Ciriuswerder entstand. Das zu Mühlbeck gehörende Land wurde durchschnitten, und vor Friedersdorf entstand der Große Flemingswerder.
Bis 1464 war Friedersdorf selbständig. 1471 wurde Kurt von Ammendorf als Besitzer des Hofes Fridisdorff bezeichnet. Danach gehörte der Besitz zu Alt-Pouch. Nach einer Verwüstung im Jahre 1637 wurde das Dorf entlang des alten Verlaufs der Mulde wiederaufgebaut. Kurt von Ammendorf gründete 1476 das Franziskanerkloster in Stanislaussigk (Muldenstein), das aber durch die Reformation 1531 wieder aufgelöst wurde. 1517 war der Reformator Dr. Fleck der Prior. Um 1547 wurde die Kirche in Friedersdorf von spanischen Landsknechten geplündert, die mit Karl V. nach Bitterfeld gekommen waren, um Fronleichnam zu feiern. Altar und Glocke blieben verschont, während in Mühlbeck auch die Glocke gestohlen wurde.
Nachweislich gab es um 1500 eine Ziegelbrennerei in Friedersdorf. Der Lehm wurde der Flur Ziegelkeiten der Aue entnommen. 1520 soll der Friedersdorfer Altar fertiggestellt worden sein. Friedersdorf war zu dieser Zeit Filialkirche von Kamnitz (Burgkemnitz); der Sitz des Pfarrers war Kemnitz.
Heinrich von Gleißenthal brannte 1558 in Friedersdorf in drei Öfen ca. 75000 Ziegel und errichtete neue Gebäude im Gut Muldenstein. Seit dieser Zeit wird das alte Steinlaussigk Mildenstein Gut Muldenstein genannt. Im Jahr 1575 erscheint der Name Friedersdorf zum ersten Mal in den Kirchenvisitationsprotokollen in seiner heutigen Schreibweise. Am 13. Februar 1637 wurde Friedersdorf von Schweden geplündert. 80 Prozent der Einwohner wurden erschlagen; 70 Prozent der Gebäude zerstört.
Bis 1815 blieb Friedersdorf im Gebiet des Kurfürstentums Sachsen, seit 1806 beim Königreich Sachsen. Durch die Beschlüsse des Wiener Kongresses kam es zu Preußen und wurde 1816 dem Kreis Bitterfeld im Regierungsbezirk Merseburg der Provinz Sachsen zugeteilt, zu dem es bis 1944 gehörte.
Der heute als Alter Friedhof bezeichnete Teil wurde erstmals 1832 angelegt. Von 1856 bis 1859 wurden aus den Porphyrbrüchen rund 300.000 Kubikmeter Stein gebrochen und für den Bau der Eisenbahntrassen verwendet. Im Jahr 1862 begann die verstärkte Nutzung der Friedersdorfer Tone für die Tonröhrenproduktion in Bitterfeld.
1888 wurde der Turnverein Friedersdorf gegründet, 1889 Hühniches Mühle erbaut. Im selben Jahr wurden die Friedersdorfer Ziegelwerke gegründet (1967 wurden sie nach wechselvoller Geschichte geschlossen und abgebaut). 1897 begann der Kirchenneubau, am 20. Juli 1899 erfolgte die Weihe der Kirche. 1899 wurde auch der Schulneubau begonnen (dritte Ausbaustufe war 1930). 1900 wurde die alte Friedersdorfer Kirche verkauft und abgerissen. 1906 wurde die Hauptstraße durch Friedersdorf gepflastert.
Im 19. Jahrhundert war Friedersdorf vorwiegend der Wohnsitz vieler Arbeiterfamilien, die in der umliegenden Industrie (Reichsbahnkraftwerk, Bergbau) tätig waren. Der Muldestausee entstand durch die Arbeiten des Tagebaus. Mit der Flutung des ehemaligen Tagebaus Goitzsche, dem ein Teil der Friedersdorfer Aue geopfert wurde, entstand der Große Goitzschesee.
1909 wurde das Bahnkraftwerk Muldenstein gegründet. Es produzierte vor allem Strom für die Elektrifizierung der Bahn und wurde damit zum wichtigsten Arbeitgeber für Friedersdorfer Familien. 1946 wurde das Werk demontiert, aber von 1952 bis 1956 wiederaufgebaut, 1994 wurde es endgültig stillgelegt.
Der SV Friedersdorf wurde 1920 als Fußballverein gegründet.
1930 wurde in Friedersdorf wieder eine Poststelle eröffnet (von 1900 bis 1924 hatte bereits eine bestanden). Sie blieb bis 1996 bestehen und wurde danach zur Verkaufsstelle in einem Supermarkt.
1932 wurde die erste Kleingartenanlage gegründet. 1933 wurde das erste Mandolinenorchester gegründet. Es bestand bis 1975. Mit der Dorfverschönerung 1934 wurden Linden gepflanzt. Von 1936 bis 1940 wurde die Fichtenbergsiedlung gebaut. 1939 umfasste die Friedersdorfer Flur eine Fläche von 6,35 Quadratkilometern. 1940 wurden die Lichtspiele von Friedersdorf eröffnet. 1969 wurden sie wieder geschlossen und zur Turnhalle umgebaut. Heute (2010) wird das Gebäude als Garage genutzt.
1941 fielen sechs Sprengbomben in den Friedersdorfer Muldesee. 1945 wurde Friedersdorf erobert. Am 24. April übergaben Friedersdorfer Bürger den Ort an die 1. US-Armee. Nach der bedingungslosen Kapitulation Deutschlands schossen die Amerikaner in Bitterfeld Salut. Am 2. Mai besetzte die Rote Armee den Ort. Die Russenbrücke über die Mulde wurde am 21. Juni 1945 fertiggestellt. Am 27. Juni wurde der Heldenfriedhof angelegt; hier ruhen 54 unbekannte KZ-Häftlinge und 14 getötete Deutsche.
Bei der Volkszählung 1946 wurde festgestellt, dass 5,8 Prozent der Friedersdorfer in der Forst- und Landwirtschaft tätig sind, 52,3 Prozent als Arbeiter. 1950 wurde die Schulspeisung eingeführt. 1951 begannen die Arbeiten am Aufschluss des Tagebaus Muldenstein. 1956 wurde mit der Anlage des dritten Friedersdorfer Friedhofs begonnen. 1958 wurde die LPG „Neues Leben“ gegründet. Sie bestand aus vier Landwirtschaftsbetrieben mit ca. 350 Hektar Fläche.
1975 wurde der Muldestausee geflutet, die Mulde durch das Restloch des Tagebaus Muldenstein verlegt. Die Friedersdorfer Aue verlor ihren Auecharakter. 1990 wurden Teilbereiche des Muldestausees zum Naturschutzgebiet erklärt. 1992 erfolgte eine grundlegende Sanierung des Dorfzentrums. 1993 wurde die Sporthalle fertiggestellt. 1997 fand die 775-Jahr-Feier statt. Beim großen Hochwasser 2002 durchbrach die Mulde die Dämme in Sachsen und führte das Wasser in die Tagebaurestlöcher der Goitzsche. Damit wurde die umstrittene Füllung des Restlochbereichs an einem Tag vollendet, was von der Planung her Jahre dauern sollte. Um das Jahr 2005 begann der Friedersdorfer Schriftsteller Peter Hoffmann damit, Anekdoten aus dem Dorfleben zu sammeln. Die Sammlung dieser Ereignisse aus Friedersdorf fand später in mehreren öffentlichen Lesungen und Büchern Platz, die Peter Hoffmann in zwei Verlagen publizierte. (Siehe dazu Literaturliste.)
Seit dem 1. Januar 2010 gehört die ehemals selbständige Gemeinde Friedersdorf zur Einheitsgemeinde Muldestausee. Sie gehörte bis zum 1. Juli 2007 zur Verwaltungsgemeinschaft Bitterfeld-Wolfen.

## Politik

### Bürgermeister
Der letzte Bürgermeister der selbständigen Gemeinde Friedersdorf war Karsten Döring (CDU).

### Wappen und Flagge

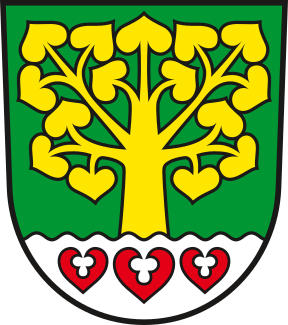
Wappen von Friedersdorf

Das Wappen wurde am 27. März 1997 durch das Regierungspräsidium Dessau genehmigt und im Landeshauptarchiv Magdeburg unter der Wappenrollennummer 19/1997 registriert.
Blasonierung: „In Grün eine goldene Linde auf silbernem gewellten Schildfuß, darin balkenweise drei rote Seeblätter, das mittlere Seeblatt etwas größer.“
Die Farben von Friedersdorf sind Gold (Gelb) - Grün.
Die goldene Linde in grünem Feld symbolisiert den typischen Baumbestand des Ortes. Die Linde zählt zu den ältesten und sinnträchtigsten Figuren in der Heraldik. Als Kult- und Gerichtssymbol der germanischen Völker ist sie der Lieblingsbaum des Volkes. Mit dem grünen Feld wird der Naturgedanke assoziiert. Der silberne gewellte Schildfuß charakterisiert die Lage der Gemeinde am Muldestausee. Die drei roten Seeblätter beziehen sind auf das Wappen der Grafen von Brehna. Sie stehen im Wappen, da mit hoher Wahrscheinlichkeit anzunehmen ist, dass Friedersdorf seinen Namen nach einem Grafen von Brehna erhielt. Die Zeit der Ortsgründung wäre in die Regierungszeit des Grafen Friedrichs des I. zu legen. Einer Urkunde nach wird Friedersdorf in der Schreibweise Friedrichestorf erstmals am 6. Juni 1222 erwähnt.
Das Wappen wurde vom Heraldiker Frank Jung gestaltet.
Die Flagge ist grün-gold-grün längsgestreift. Das Wappen ist mittig auf dem breiteren Mittelstreifen der Flagge aufgelegt.

### Partnerschaft
Seit 1997 besteht eine Partnerschaft mit der Gemeinde Zell unter Aichelberg aus Baden-Württemberg.

## Sehenswürdigkeiten

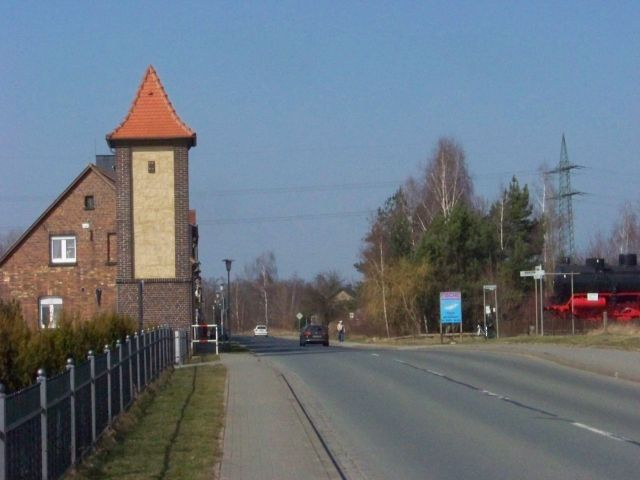
Lok am Ende der Muldebrücke

- Evangelische Kirche mit Flügelaltar aus dem 16. Jahrhundert, Taufengel und Orgel aus der Werkstatt Rühlmann
- Technisches Denkmal Dampfspeicherlokomotive
- Naturdenkmal Steinberg (Porphyrkuppe) mit Trinkwasserhochbehälter
- Muldestausee

## Wirtschaft und Infrastruktur

### Wirtschaft
Die Stilllegung der Braunkohlebergwerke in der Region, die durch den Tagebau auch stark die Landschaft prägten, erschwerte die wirtschaftliche Situation der Bevölkerung. Mit der Idee eines Buchdorfes, das 1997 zusammen mit dem Nachbarort Mühlbeck initiiert wurde, sollten neue Beschäftigungsmöglichkeiten kreiert und Touristen in die Gegend gelockt werden. Zwischenzeitlich werden in 15 Läden antiquarische Bücher angeboten.

### Verkehr
Direkt durch den Ort verlaufen zusammen die Bundesstraßen 100 und 183 von Bitterfeld-Wolfen nach Wittenberg.

## Persönlichkeiten
- Georg Wilhelm Richter (1759–1815), evangelischer Theologe
- Ernst Lausch (1836–1888), der in Friedersdorf geborene Pädagoge, Kinder- und Jugendschriftsteller war auch langjähriger Herausgeber des Schulblatts der Provinz Sachsen. Seine Märchen, Erzählungen, Lieder, Reime und Rätsel erschienen in zahlreichen Auflagen.
- Dietrich Freydank (1928–1999), Slawist, Hochschullehrer
- Peter Hoffmann (* 1956), zuerst Eisenbahner, später Studium am Literaturinstitut Leipzig; danach Redakteur, Publizist vieler regionaler Werke und Schriftsteller